# 14. század
A 14. század az 1301–1400 közötti éveket foglalja magába.

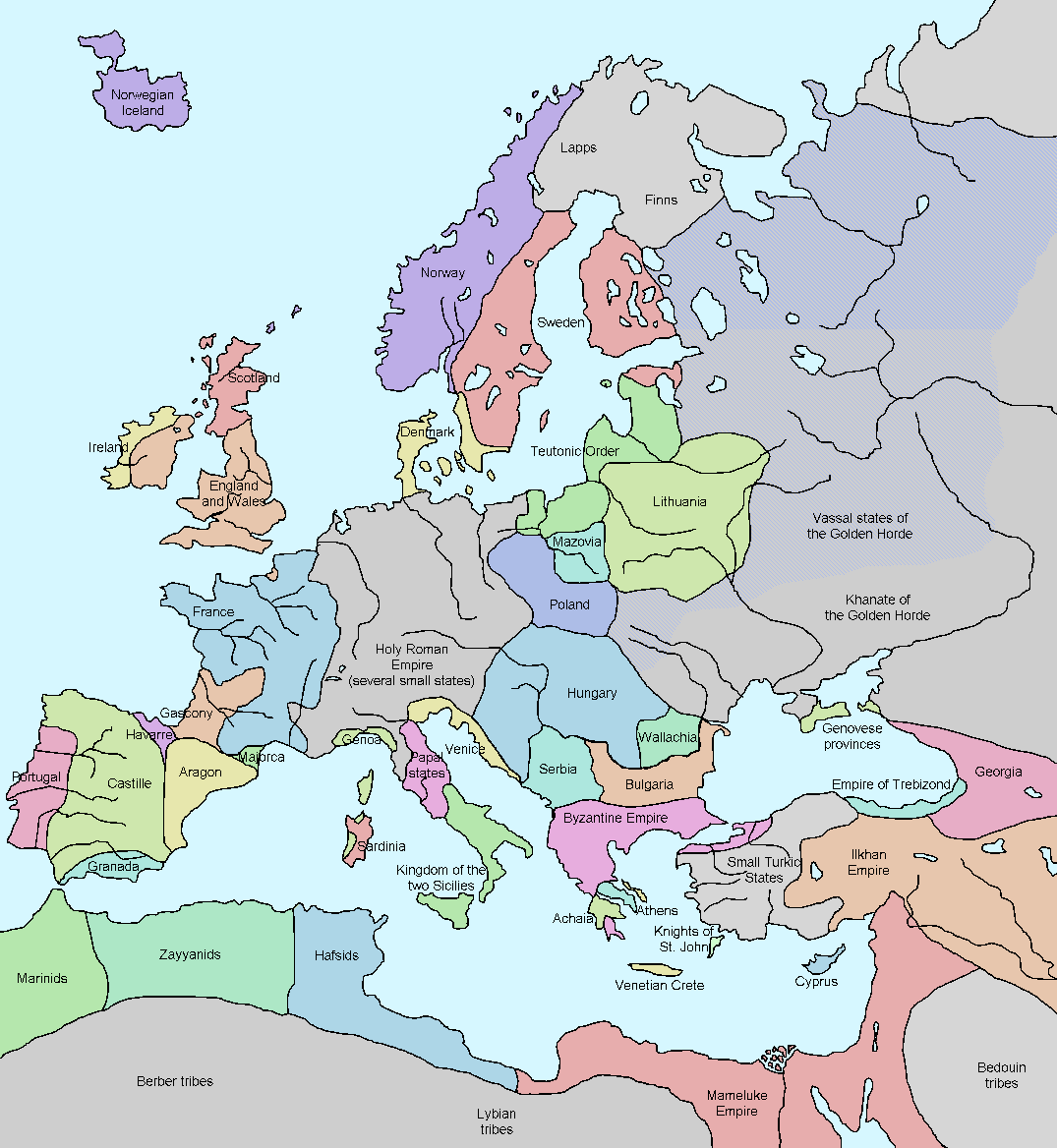
Európa 1328-ban
(angol nyelvű térkép)

## Események

A fekete halál (pestisjárvány) terjedése Európában

A Földközi-tenger keleti felének térsége 1389-ben

A Litván Nagyfejedelemség területének növekedése

### Európa és a Mediterráneum
- 1309: a Német Lovagrend megszerzi Gdańskot. A nagymester Velencéből Marienburgba költözik.
  - A 14. század a lovagrendi állam fénykora.
- 1309: V. Kelemen pápa a székhelyét Rómából Avignonba teszi át. Megkezdődik "a pápák avignoni fogsága", mely 1377-ig tart.
- 1310: A johannita lovagrend megtelepedik Ródosz szigetén
- 1316–1341: Gediminas litván nagyfejedelem, hódításaival a litván nagyhatalom megalapítója
- 1325–1340: I. (Kalita) Iván moszkvai nagyfejedelem. Az orosz egyház fejét, a Kijevből Vlagyimirbe menekült metropolitát Moszkvába költözteti. A Moszkvai Nagyfejedelemség az egyik legtekintélyesebb orosz állammá lesz.
- 1331–1355: Dusán István (IV. István Uroš) rövid életű szerb nagyhatalmat alapít a Balkánon.
- 1333: III. (Nagy) Kázmér lengyel király uralkodásának kezdete; a Piast-dinasztia utolsó, egyben legjelentősebb uralkodója. (ur. tart: 1370-ig). Galícia megszerzésével megindítja Lengyelo. keleti terjeszkedését. 1364-ben megalapítja Kelet-Európa első egyetemét Krakkóban (→ Krakkói Egyetem).
- 1335: Luxemburgi János cseh király a visegrádi szerződésben biztosítja magának a lengyelekkel szemben Szilézia uralmát.
- 1337: Kitör a „százéves háború” Anglia és Franciaország között (1453-ig tart)
  - 1346: crécyi csata - bevetett új fegyverekkel és taktikákkal
- 1340: XI. Alfonz kasztíliai király visszaveri az afrikai mórok utolsó invázióját
- 1341: III. Andronikosz császár halála után belső háború tör ki a Bizánci Birodalomban. A császárság két évtizeden belül összeomlik a szerb Dusán István és az oszmánok csapásai alatt.
- 1347: IV. Károly német-római császár uralkodásának kezdete (tart: 1378-ig) 
  - 1356: Német Aranybulla
- 1347 – 1351: Fekete halál – hatalmas pestisjárvány, Európa lakosságának 30–40%-a hal meg
- 1343–1382: I. Johanna nápolyi királynő uralkodása alatt megkezdődik a Nápolyi Királyság egy évszázadon át tartó anarchiája
- 1353–1391: I. Tvrtko, a független Bosnyák Királyság megalapítója
- 1354: Az oszmán törökök behatolnak a Balkánra; Gallipoli bevétele
- 1362: Az oszmánok meghódítják Drinápolyt, mely 1453-ig (Konstantinápoly bevételéig) a fővárosuk lesz
- 1371: Marica menti csata: I. Murád oszmán szultán legyőzi a szerbeket és a velük szövetséges bolgárokat és románokat (Havasalföld)
- 1378: Két pápát választanak; megkezdődik a nagy nyugati egyházszakadás
- 1381: a Wat Tyler vezette angliai parasztfelkelés
- 1385: Krevai unió: lengyel-litván perszonálunió. A hatalmas kiterjedésű litván állammal létesült (1492-től tartós) perszonálunió Lengyelországot nagyhatalmi rangra emeli (→ Lengyel–Litván Unió)
- 1386: Sempachi csata: a svájciak győzelmükkel biztosítják függetlenségüket a Habsburgoktól
- 1389: Rigómezei csata: a törökök megsemmisítik Lázár szerb cár seregét és szövetségeseit
  - I. Bajazid szultán (1389–1402) adófizetőjévé teszi Szerbiát, befejezi Bulgária, Thesszalia és Makedónia meghódítását
- 1385 – 1402: Gian Galeazzo Visconti, Milánó ura. Meghódítja csaknem egész Észak-Itáliát, és 1395-ben megszerzi a császártól a milánói hercegi címet. Ő kezdi meg a milánói dóm építtetését.
- 1393: Török kézre jut Trnovo, a bolgár főváros. A bolgár állam 1878-ig török uralom alá kerül.
- 1396: Nikápolyi csata: magyar–francia–havasalföldi és egyéb csapatokból álló keresztes had összecsapása az Oszmán Birodalom török-szerb seregével
- 1397: Dánia, Norvégia és Svédország megkötik a kalmari uniót, amely szentesíti a 3 ország I. Margit dán királynő alatt létrejött perszonálunióját
- 1399: II. Richárd angol királyt a parlament megbuktatja. Unokatestvére, IV. Henrik személyében a Lancaster-ház lép a trónra.

#### Egyéb esemény
- Novgorod felemelkedése
- „Kis jégkorszak” Európában
- A skót szabadságharc győzelme az angolok ellen

### Magyar Királyság

Kiskirályok uralmi területei a 14. század elején

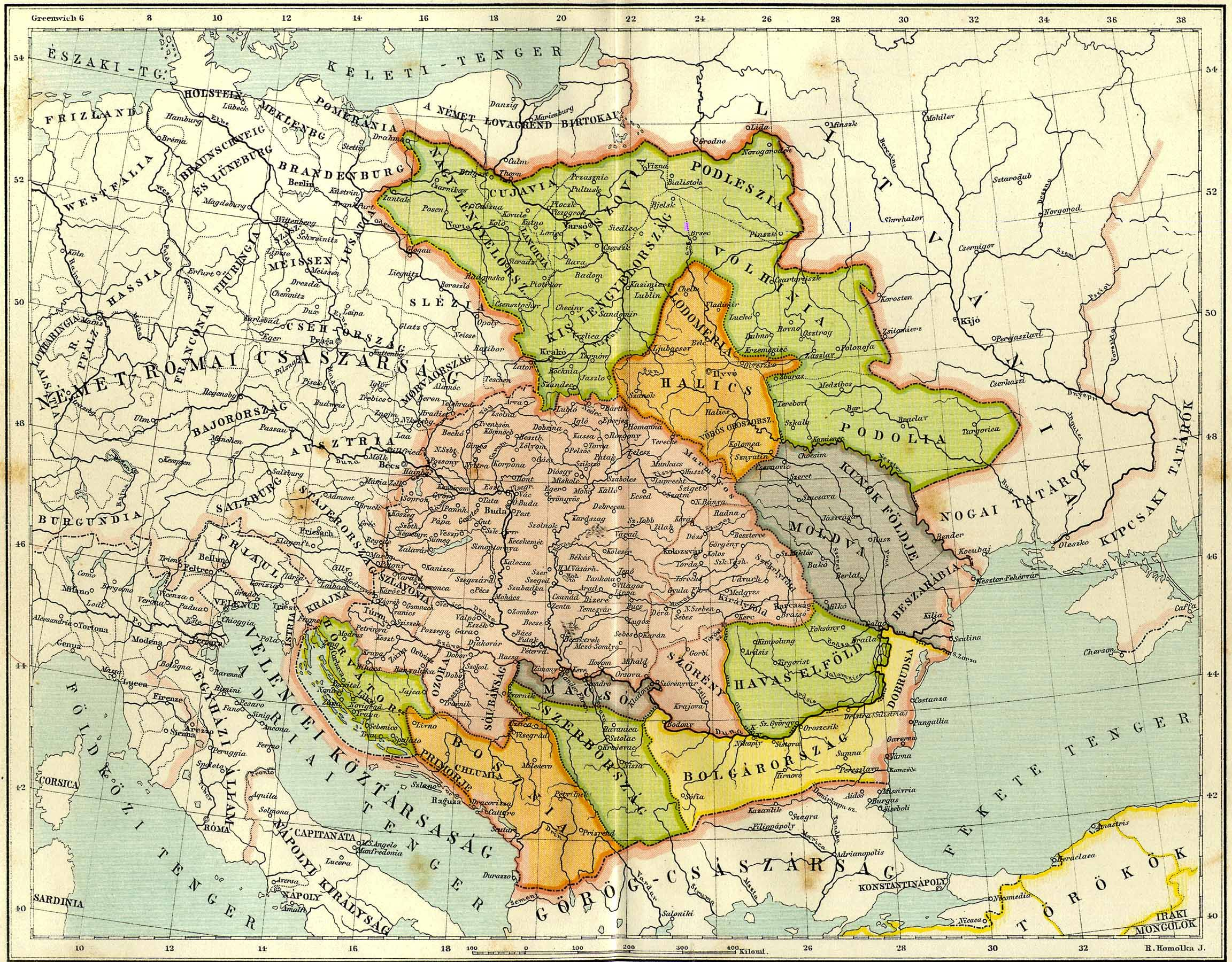
A magyar-lengyel perszonálunió és a hűbéres területek 1370-ben, I. (Nagy) Lajos idején

- 1301: Az Árpád-ház kihalása és a vegyesházi királyok uralkodásának kezdete
- Az Anjou-ház erősen központosított uralma és gazdasági reformjai

Károly Róbert
- 1308: Az Anjou-házból származó Károly Róbert lesz a király
- 1312: Károly Róbert legyőzi az Abákat, a felvidéki tartományurak (kiskirályok) egyesített seregét a rozgonyi csatában
- 1325: Károly Róbert bevezeti az aranyforintot.
- 1335: Visegrádi királytalálkozó

I. (Nagy) Lajos
- 1342: Meghal Károly Róbert, fia, I. (Nagy) Lajos uralkodik
- 1358 körül: Elkészül a Képes krónika
- 1365: I. Lajos betör Észak-Bulgáriába és beveszi Vidin városát
- 1367: Pécsi Egyetem alapítása (valószínűleg 1390-ig működött)
- 1370: Lengyelországban kihal a Piast-dinasztia főága. A trónt I. Lajos foglalja el (magyar-lengyel perszonálunió)
- 1372–81: Velencei–magyar háború a Dalmácia feletti uralom miatt
- 1375–77: Török elleni háború

(Luxemburgi) Zsigmond
- 1387: Luxemburgi Zsigmond lesz a király.
- 1390: Az első török betörés magyar területre

### Ázsia

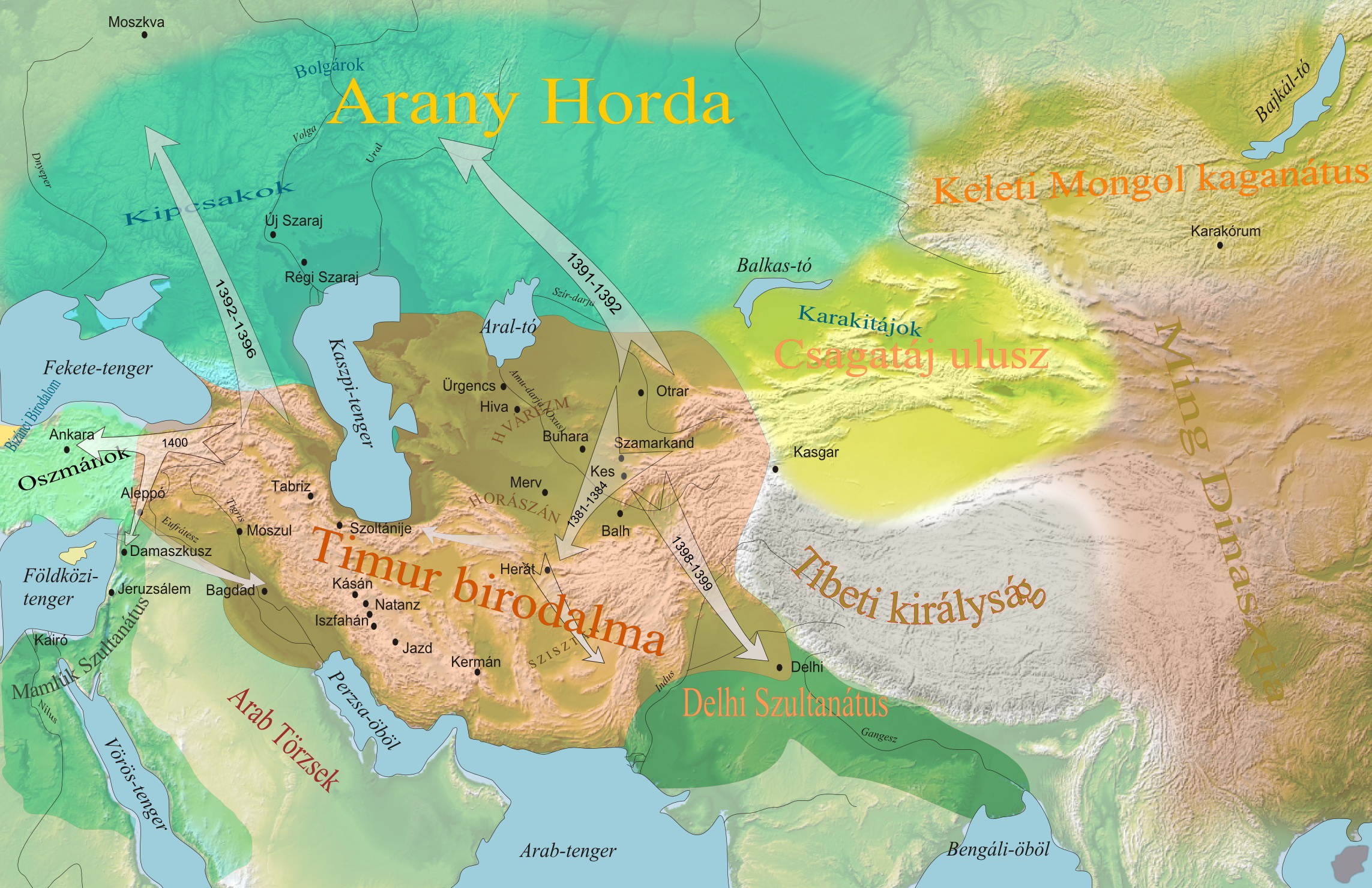
Timur Lenk birodalma, főbb hadjáratai és az ázsiai térség 1400 körül

- Alauddin Hildzsi (wd) (1296–1316) Delhi szultánja részben megsemmisíti, részben függőségbe kényszeríti a Dekkán hindu fejedelmeit.
  - Dél-India nagyobb része tartós muszlim uralom alá kerül.
- 1335: Széthullik az ilhánok perzsa birodalma
- 1338-tól: Japánban az Asikaga-családból származó sógunok uralkodnak.
- 1368: A Mongol Birodalom vége.

Kínában a mongol Jüen dinasztiát a Ming-dinasztia váltja fel
- Szingapúr tengeri kereskedővárosának felemelkedése a Maláj-félszigeten
- 1370 körül Timur Lenk ragadja magához a hatalmat Közép-Ázsiában

Meghódítja Perzsiát, 1393-ban a mai Irakot, 1395-ben szétzúzza az Arany Hordát, 1398-ban, indiai hadjáratán kifosztja Delhit, végül Ankaránál, az új oszmán nagyhatalom fölött is győzelmet arat.
Timur az utolsó nagy ázsiai hódító. Óriási birodalma halála után azonnal széthullik (1405).

### Afrika
- A mai Nigéria területén a Benini királyság (wd)
- Nyugat-Afrikában hausza városállamok
- Mali Birodalom virágzása
- Nagy Zimbabwe (wd) állam fénykora

### Közép-Amerika
- A század közepén felépül Tenochtitlan azték város

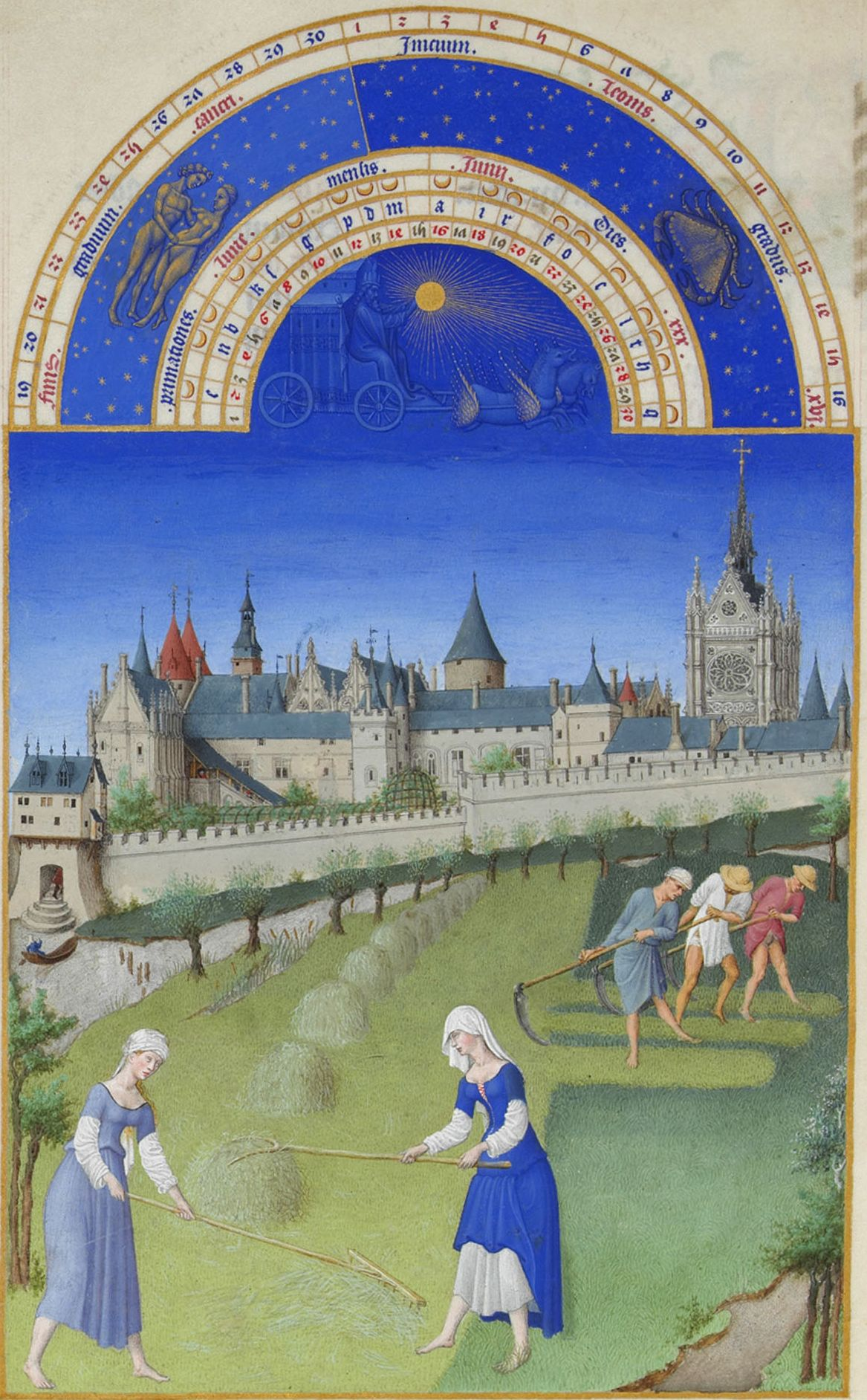
Francia parasztok munkában

## Találmányok, fejlődés
- A kínai eredetű lőport először alkalmazzák Európában katonai célokra. (A tűzfegyverek széles körben csak a 15. század közepén terjednek el.)
- Terjed az ágyú használata
- A mechanikus óraszerkezet feltalálása
- A kötés technikája
- A felülcsapó vízkerék alkalmazása révén (magas hőmérséklet előállítása fújtatókkal) Németországban megszületik a vasöntés tudománya és fellendül a vaskohászat (→ hámorok)

### Irodalom

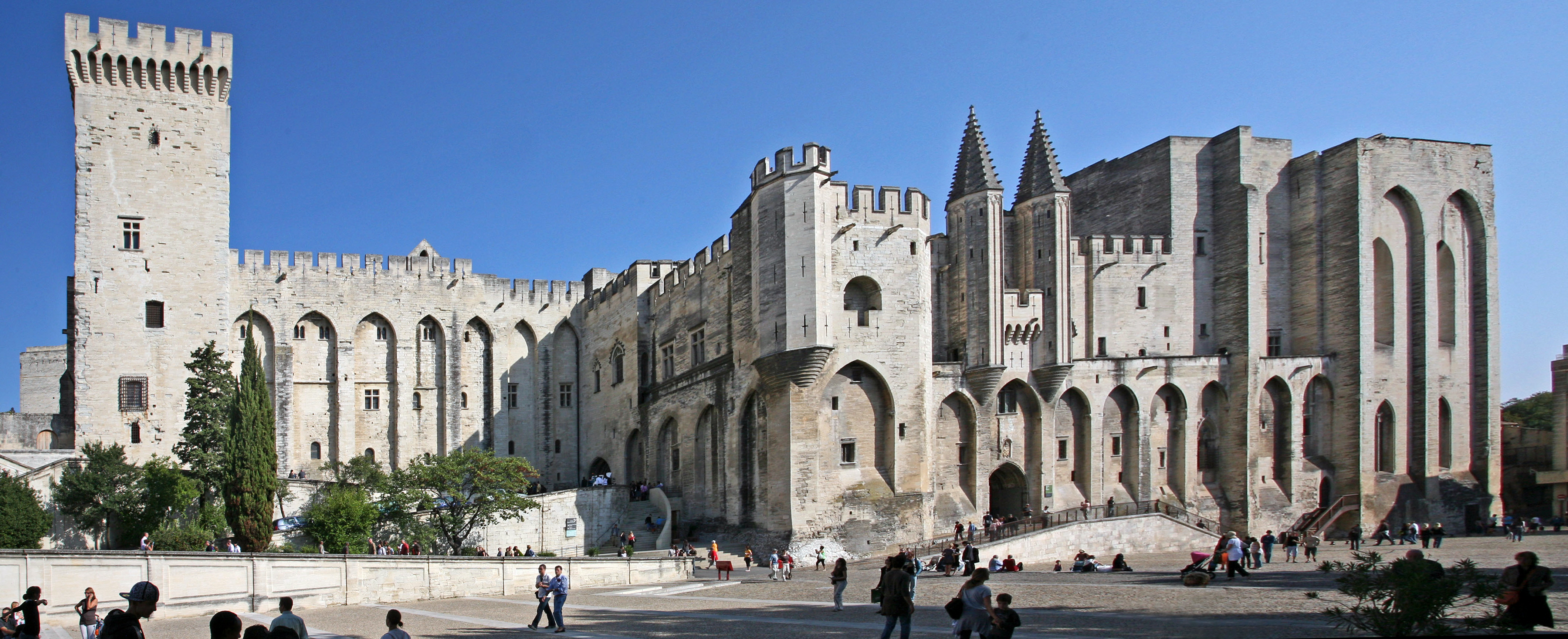
Az avignoni pápai palota

## Kultúra

### Művészet
- Az olasz trecento művészete, a firenzei reneszánsz előkészítése
- Gótikus stílus a művészetekben
  - érett vagy dekoratív gótika (1250–1360)
  - késői vagy függőleges gótika (1360–1550)

### Zene
- a középkori zene új művészete az ars nova Franciaországban. Kiemelkedő képviselője Guillaume de Machault.

## Vallás
- John Wycliffe oxfordi professzor, a reformáció előfutára. Írásaival az egyház világi uralma ellen küzdött, követelte az egyházi birtok, a kolostorok, sőt a pápaság megszüntetését, és így előkészítette Husz János működését.

## Híresebb emberek
| Külföld Uralkodó III. Edward , angol király Timur Lenk , mongol uralkodó Művészek Francesco Petrarca , itáliai költő Giovanni Boccaccio , itáliai író Geoffrey Chaucer , angol költő Giotto di Bondone , itáliai festő Ambrogio Lorenzetti , itáliai festő Dante Alighieri , itáliai író Egyéb Marco Polo (1254 – 1324) velencei utazó, író Eckhart mester (kb. 1260 – 1327/1328) a misztikus teológia képviselője John Wycliffe (1320–1384), előreformátor | - Károly Róbert, magyar király - I. Lajos magyar király - Luxemburgi Zsigmond magyar király - Toldi Miklós magyar nemes, vitéz, ispán |  |

## Évek és évtizedek
Megjegyzés: A 14. század előtti és utáni évek dőlt betűvel írva.
| 1290-es évek | 1290 | 1291 | 1292 | 1293 | 1294 | 1295 | 1296 | 1297 | 1298 | 1299 |
| 1300-as évek | 1300 | 1301 | 1302 | 1303 | 1304 | 1305 | 1306 | 1307 | 1308 | 1309 |
| 1310-es évek | 1310 | 1311 | 1312 | 1313 | 1314 | 1315 | 1316 | 1317 | 1318 | 1319 |
| 1320-as évek | 1320 | 1321 | 1322 | 1323 | 1324 | 1325 | 1326 | 1327 | 1328 | 1329 |
| 1330-as évek | 1330 | 1331 | 1332 | 1333 | 1334 | 1335 | 1336 | 1337 | 1338 | 1339 |
| 1340-es évek | 1340 | 1341 | 1342 | 1343 | 1344 | 1345 | 1346 | 1347 | 1348 | 1349 |
| 1350-es évek | 1350 | 1351 | 1352 | 1353 | 1354 | 1355 | 1356 | 1357 | 1358 | 1359 |
| 1360-as évek | 1360 | 1361 | 1362 | 1363 | 1364 | 1365 | 1366 | 1367 | 1368 | 1369 |
| 1370-es évek | 1370 | 1371 | 1372 | 1373 | 1374 | 1375 | 1376 | 1377 | 1378 | 1379 |
| 1380-as évek | 1380 | 1381 | 1382 | 1383 | 1384 | 1385 | 1386 | 1387 | 1388 | 1389 |
| 1390-es évek | 1390 | 1391 | 1392 | 1393 | 1394 | 1395 | 1396 | 1397 | 1398 | 1399 |
| 1400-as évek | 1400 | 1401 | 1402 | 1403 | 1404 | 1405 | 1406 | 1407 | 1408 | 1409 |